# Anglo-Persian Oil Company
A Anglo-Persian Oil Company (APOC) foi fundada em 1909, após a descoberta de um grande campo de petróleo em Masjed Soleiman, Irã. Foi a primeira companhia a explorar as reservas petrolíferas do Oriente Médio. A APOC foi rebatizada Anglo-Iranian Oil Company (AIOC) em 1935 e posteriormente tornou-se British Petroleum Company (BP), em 1954.